# Château de Muratel
Le château de Muratel est un ancien château fort situé à Murasson dans l'Aveyron en région Occitanie (France), à la limite avec le département du Tarn.

## Histoire
En 1155, le château de Muratel est cité pour la première fois, dans une charte cartulaire de l'abbaye de Sylvanès, comme appartenant à un noble de la région, un certain Arnaud du Pont[réf. souhaitée]. En 1557, on le trouve comme possession d'un noble nommé Louis de Cabanes qui le cède à la famille de Barrau. C'est après cette transaction qu'apparait la branche de Barrau de Muratel, à travers les descendants des propriétaires. Durant la Renaissance française, bon nombre des éléments défensifs du château sont arasés, de grandes fenêtres sont percées, et le confort général de la bâtisse est amélioré, afin de rendre la vie plus agréable dans cet ancien château fort.
Lors de la Révolution française, les révolutionnaires projettent de démolir l'édifice, comme beaucoup d'autres en France. Néanmoins, le général David-Maurice de Barrau de Muratel, seigneur des lieux, parvient à sauvegarder sa propriété, malgré les nombreuses difficultés rencontrées. Il faut ensuite attendre le XIXe siècle, avant que la famille de Barrau de Muratel ne le vende, et les années 1930 pour que le domaine soit morcelé entre différents propriétaires.